# Лакенское кладбище

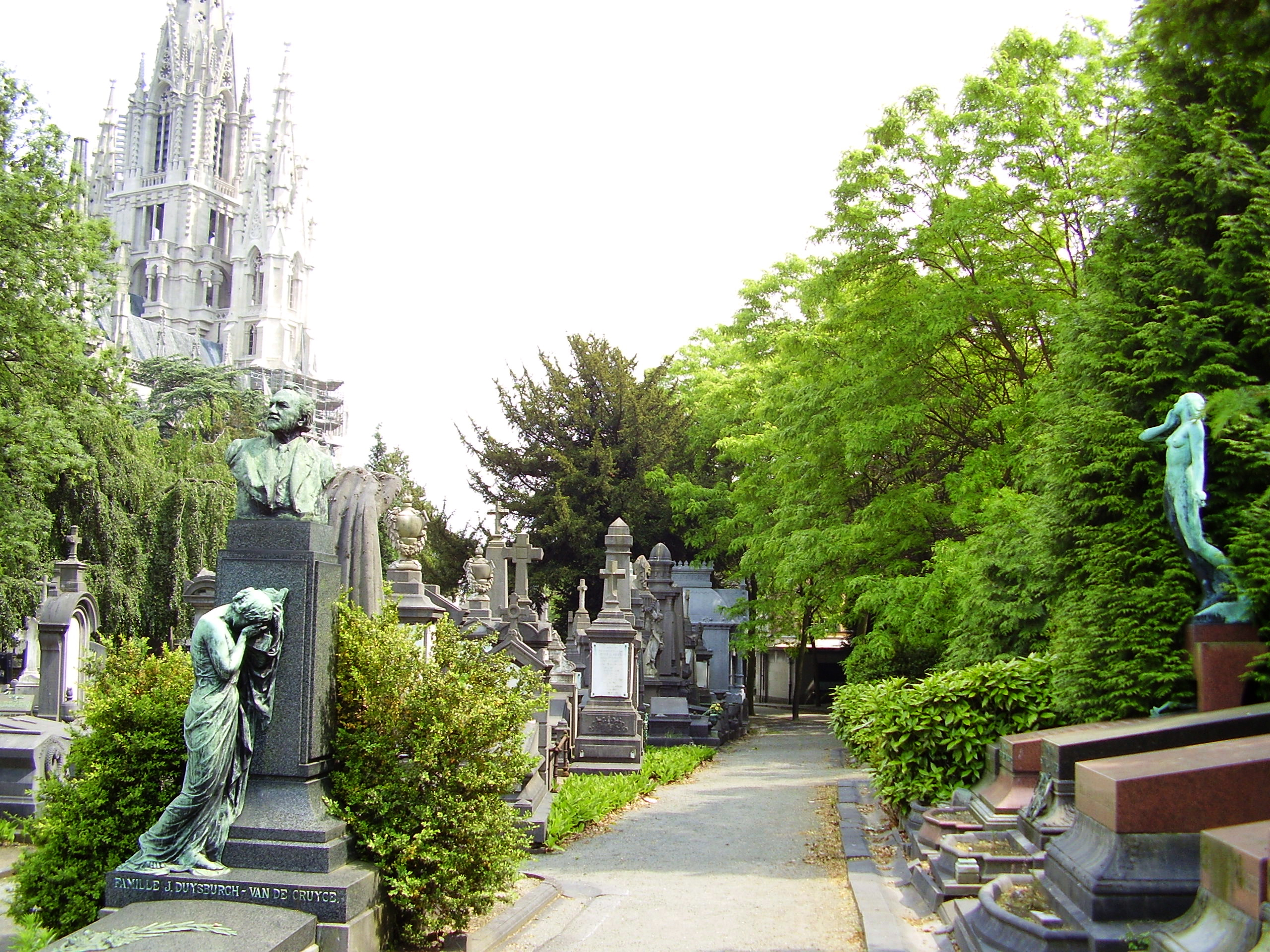
Лакенское кладбище

Ла́кенское кладбище (фр. Cimetière de Laeken, нидерл. Begraafplaats van Laken) — старинное функционирующее кладбище в районе Лакен на севере Брюсселя, одно из главных кладбищ Бельгии.
Кладбище располагает великолепными образцами погребального искусства XIX века и знаменито бронзовой статуей «Мыслителя» Родена, которую для своего надгробия приобрёл в 1927 году антиквар и коллекционер Жозеф Диллен. Рядом со входом находится небольшой музей, посвящённый творчеству скульптора Эрнеста Салю (1845—1923), автора многих примечательных надгробий на Лакенском кладбище. В крипте расположенной рядом с Лакенским кладбищем церкви Богоматери находится усыпальница членов бельгийской королевской семьи.